# ラッセル・カーク

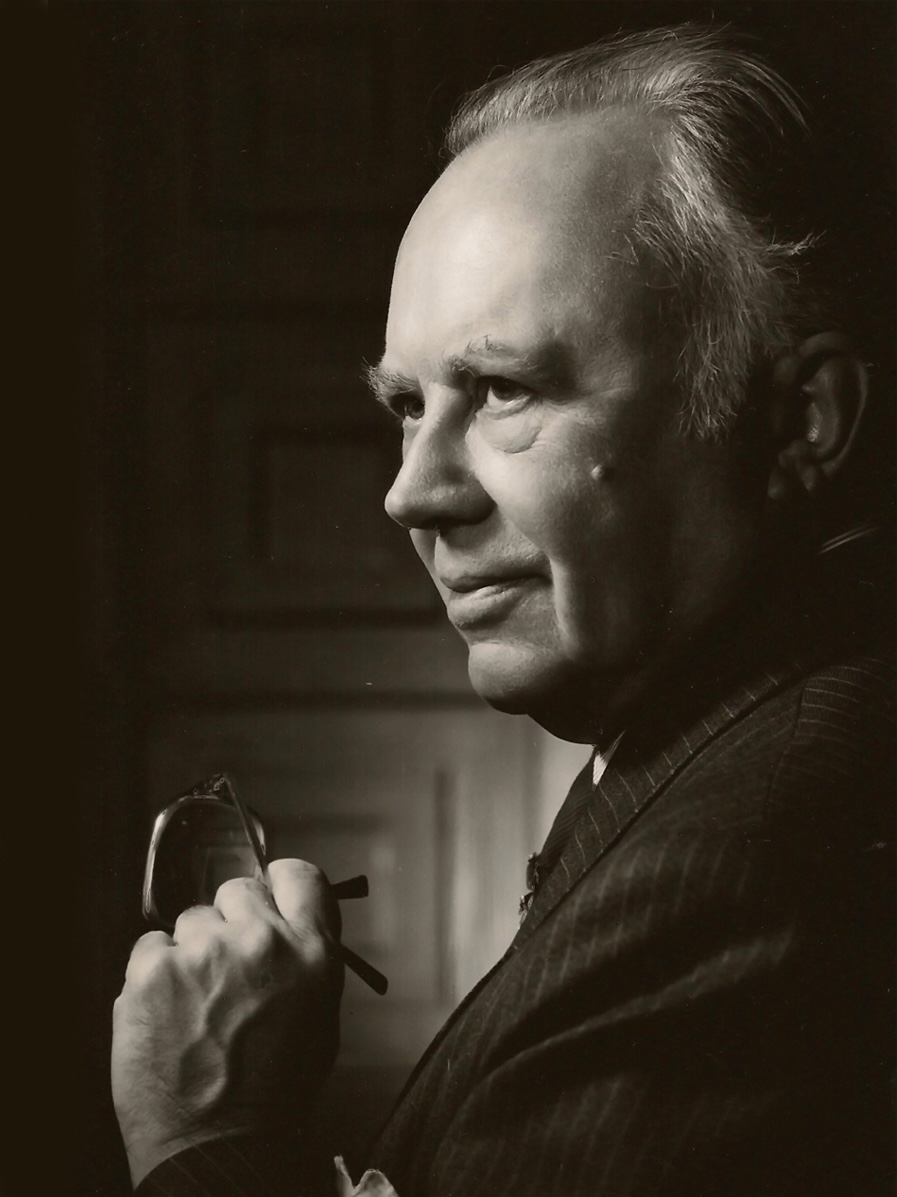
ラッセル・カーク

ラッセル・アモス・カーク（英: Russell Amos Kirk、1918年10月19日 - 1994年4月29日）は、アメリカの政治理論家・モラリスト・歴史家・社会評論家・文芸評論家・小説家。20世紀のアメリカの保守主義に大きな影響を及ぼした。
彼の1953年の著書『保守主義の精神（The Conservative Mind）』は、第2次世界大戦後の不明確な保守主義運動を明確に表現した。本書は英米の伝統の中に見いだされる保守思想の発展の足跡をたどり、エドマンド・バークを特に重要視している。カークは伝統主義的保守主義の主要な支持者とみなされもした。

## 生涯
ミシガン州プリマス生まれ。父は鉄道技師ラッセル・アンドリュー・カーク（Russell Andrew Kirk）。母はマージョリー・ピアース・カーク（Marjorie Pierce Kirk）。ミシガン州立大学よりBA、デューク大学よりMAを取得。第二次世界大戦時の従軍時にはイザベル・パターソン（Isabel Paterson）と文通し、イザベルはカークの初期の政治思想の形成に寄与した。アルバート・ジェイ・ノック（Albert Jay Nock）の著書『Our Enemy, the State』を読んだ後、ノックと同様の書簡を交わした。戦後、スコットランドのセント・アンドリュース大学に留学し、1953年にはセント・アンドリュース大学からアメリカ人として唯一文学博士（Doctor of Letters）の学位を授与された。
カークは、第二次世界大戦後、保守派に警告を発し、『一握りの個人、それもこのような規模の道徳的責任に全く慣れていない個人が、長崎と広島の住民を絶滅させることを自分の仕事にしたのだ』と述べた。
学業を終えたカークは、母校のミシガン州立大学で教鞭をとることになった。学生数が急増し、伝統的なリベラル・アーツを犠牲にしてインカレや技術訓練が重視されていることに嫌気がさし、1959年に辞職した。 それ以来、ミシガン州立大学のことを「カウ・カレッジ（"Cow College"）」あるいは「ベヒモス大学（"Behemoth University"）」と呼ぶようになった。晩年は、ヒルズデール大学でdistinguished visiting professor of humanitiesとして年に1学期だけ教壇に立った。
カークは、自らが創刊に関わったアメリカの保守系雑誌『ナショナル・レビュー（National Review）』と『モダン・エイジ（Modern Age）』に頻繁に寄稿している。後者では1957年から59年にかけて創刊編集長を務めた。その後、ヘリテージ財団特別研究員となり、多くの講演を行った。
ミシガン州立大学を卒業後、先祖代々の故郷であるミシガン州メコスタに戻り、多くの著書、学術論文、講演、新聞連載コラム（13年間）を執筆し、アメリカの政治と知的生活に影響を及ぼした。1963年、カークはカトリックに改宗し、アネット・コートマンシュ（Annette Courtemanche）と結婚し、四人の娘をもうけた。アネットとカークは、メコスタの家（通称「ピエティー・ヒル（"Piety Hill"）」）に多くの政治家、哲学者、文学者を迎え、政治難民や浮浪者などを保護し、その歓待ぶりで知られるようになった。彼らの家は、大学生を対象にした保守思想のセミナーの場となった。現在、「ピエティー・ヒル」には、ラッセル・カーク・センター（Russell Kirk Center for Cultural Renewal）がある。改宗後、カークはウナ・ヴォーチェ・アメリカ（Una Voce America）の創設理事を務めた。カークは、自動車を「機械仕掛けのジャコバン（mechanical Jacobins）」と呼んで運転することを拒み、テレビや「電子コンピューター（electronic computers）」と呼ばれるものには手を出さなかった。
カークは、常にステレオタイプな保守的投票を維持していたわけではない。例えば、「1944年、フランクリン・デラノ・ルーズベルトとトーマス・デューイの二者択一に直面したカークは、帝国にノーと言い、社会党候補のノーマン・トーマスに投票した（"Faced with the non-choice between Franklin Delano Roosevelt and Thomas Dewey in 1944, Kirk said no to empire and voted for Norman Thomas, the Socialist Party candidate."）」。1976年の大統領選挙では、ユージン・マッカーシーに投票した。1992年には、現職のジョージ・H・W・ブッシュに対するパット・ブキャナンの予備選挙を支援し、ミシガン州でのブキャナン・キャンペーンの州議長を務めた。
カークは雑誌『クロニクル（Chronicles）』の寄稿者であった。1989年にはロナルド・レーガン大統領から大統領市民勲章（Presidential Citizens Medal）を授与された。

## 著作

### 単著
- Randolph of Roanoke: a study in conservative thought, University of Chicago Press, 1951.
- The conservative mind, from Burke to Santayana, H. Regnery Co., 1953.
  - 『保守主義の精神』上・下（会田弘継訳、中央公論新社〈中公選書〉、2018年） - 1986年改訂第七版を基礎にした邦訳。
- A program for conservatives, H. Regnery, 1954.
- Academic freedom: an essay in definition, Henry Regnery, 1955.
- Prospects for conservatives, Henry Regnery, 1956.
- The intelligent woman's guide to conservatism, Devin-Adair, 1957.
- The American cause, H. Regnery, 1957.
- Old house of fear, Avon Book Division, 1961.
- John Randolph of Roanoke: a study in American politics, with selected speeches and letters, Henry Regnery Co., 1964.
- The intemperate professor: and other cultural splenetics, Louisiana State University Press, 1965.
- Edmund Burke: a genius reconsidered, Arlington House, 1967.
- Enemies of the permanent things: observations of abnormity in literature and politics, Arlington House, 1969.
- Eliot and his age: T. S. Eliot's moral imagination in the twentieth century, Random House, 1971.
- The roots of American order, Open Court, 1974.
- Decadence and renewal in the higher learning: an episodic history of American university and college since 1953, Gateway Editions, 1978.
- The conservative Constitution, Regnery Gateway, 1990.
- America's British culture, Transaction Pub., 1993.
- The sword of imagination: memoirs of a half-century of literary conflict, William B. Eerdmans Pub., 1995.

### 共編著
- The political principles of Robert A. Taft, Russell Kirk & James McClellan, Fleet Press Corp, 1967.
- Government's role in solving societal problems, Russell Kirk, et al., Graduate School Press, 1982.
- The Portable conservative reader, edited by Russell Kirk, Penguin Books, 1982.
- The Assault on religion: commentaries on the decline of religious liberty, edited by Russell Kirk, University Press of America, 1986.